# Montecchia Open
Het Montecchia Open is een golftoernooi dat op de Montecchia Golf Club in Selvazzano Dentro (PD) gespeeld wordt. Het toernooi telde ook mee voor de Italiaanse Pilsner Urquell Pro Tour,
De eerste editie heette het Open Golf Montecchia en werd in 2001 door Andrew Sherborne gewonnen. Het tweede en voorlopig laatste jaar werd door Wolfgang Huget gewonnen.
In 2010 kwam het toernooi op de agenda van de Alps Tour, waar het toernooi uit 54 holes bestond. In 2013 stond het weer op de agenda van de Europese Challenge Tour en was het weer uitgebreid naar 72 holes. Brooks Koepka verbeterde in zijn eerste ronde het baanrecord met een score van 62 en won vervolgens met een voorsprong van zeven slagen.

## Winnaars
Challenge Tour
- 2001:  Andrew Sherborne (269, -10)
- 2002:  Wolfgang Huget (268, -20)

Alps Tour
- 2010:  Adam Hodkinson (202, -14)
- 2012:  Ross Kellett (204, -12)

Challenge Tour
- 2013:  Brooks Koepka (265, -23)